# 2112
2112 (ММCXII) е високосна година, започваща в петък според Григорианския календар. Тя е 2112-ата година от новата ера, сто и дванадесетата от третото хилядолетие и третата от 2110-те.